# Gallarate
Gallarate es un municipio de 49.394 habitantes en la provincia italiana de Varese: surge en la llanura del Basso Varesotto, limitando con los municipios de Cavaria con Premezzo, Cassano Magnago, Busto Arsizio, Samarate, Cardano al Campo, Arsago Seprio, Casorate Sempione y Besnate. El territorio está atravesado por el arroyo Arno.

## Historia
Muchos vestigios arqueológicos datan los orígenes de este núcleo urbano en el II milenio a. C., a pesar de que la mayor parte de los restos hallados son galos. De hecho, de los galos proviene también el nombre de la ciudad.
Luego, bajo la dominación romana Gallarate pasa a formar parte de la provincia de la Galia Cisalpina. 
Cuando Otón Visconti, en 1287, destruyó Castelseprio, la ciudad pasó a ser capital del gran condado del Seprio. Gracias a esta decisión Gallarate obtuvo grandes beneficios, al transforse en un rico centro comercial. Esta vocación seguirá a la ciudad también en la época de los Sforza.
Entre los Siglos XVI y XVIII Gallarate pierde su independencia, acabando primero bajo dominación francesa y luego española. Se convierte así en un feudo, que pasa continuamente en manos de distintas familias (Bentivoglio, Caracciolo, Pallavicino, Altemps, Visconti y Castelbarco). Todos estos cambios sin embargo no alterarán su liderazgo en el comercio del Alto Milanesado. En 1786 el emperador José II de Austria confirmará la importancia de Gallarate, elegiéndola capital de una gran provincia austriaca. 
La dominación napoleónica hizo entrar la ciudad en la revolución Industrial, mientras en el periodo de la Restauración fue el escenario de muchos debates románticos, preparatorios de la lucha por la Independencia y del Risorgimento. De hecho, en Gallarate, vivían Giuseppe y Pompeo Castelli, titulares de esa "farmacia del renacimiento" en la que, según la tradición, Gerolamo Rovetta ambientó su novela "Romanticismo". Gallarate se convierte en ciudad en 1860.

## Patrimonio artístico
- Iglesia de San Pedro (de origen románico)
- Colegiata de Santa Maria Assunta
- Santuario de la Madonna in Campagna
- Museo de la Colegiata
- Museo de la Sociedad para los Estudios Patrios de Gallarate
- Cívica Galería de Arte Moderno de Gallarate
- La Crocetta, antiguo emblema devocional de la Comunidad, construida en 1694 por César Visconti en honor de la Virgen del Pilar de Zaragoza.

## Evolución demográfica
| Gráfica de evolución demográfica de Gallarate entre 1861 y 2001 |
|                                                                 |
| Fuente ISTAT - elaboración gráfica de Wikipedia                 |

## Economía
Su posición, que la une a los centros de Varese y Milán, la ha convertido en un centro industrial. Al principio el principal sector de actividad era el texil, pero esa actividad ha entrado en fuerte crisis. Quizás por esto Gallarate se está volcando más hacia el comercio.

## Deportes
El 8 de junio de 1990 la 18.ª etapa del Giro de Italia 1990 terminó en Gallarate con victoria de Adriano Baffi. 

## Personajes famosos
- Ivan Basso (ciclista profesional)
- Michele Frangilli (campeón olímpico de tiro con arco)
- Luigi Majno (notable penalista del Siglo XIX, miembro de la "escuela positiva" del derecho penal)
- Federico Piovaccari (futbolista que juega en la posición de delantero centro])